# Улица Объединения (Балашиха)
Улица Объединения — улица в микрорайоне Балашиха-2 города Балашиха Московской области.

## Описание
Улица расположена в микрорайоне Балашиха-2 на левом берегу реки Пехорка, у начала большого пешеходного моста через неё, называемого «Бродвейским» или «Мостом влюблённых» и ведущего в правобережный микрорайон Новый Свет. Является также северной границей Балашихи-2 с Полем Чудес.
Отходит от моста и пересекающей её в этом месте Заречной улицы в восточном направлении. Возле большого здания отделения Сбербанка образует регулируемый перекрёсток с улицей Свердлова, после которого вскоре заканчивается, переходя в южный (более ранний) участок улицы 40 лет Победы.

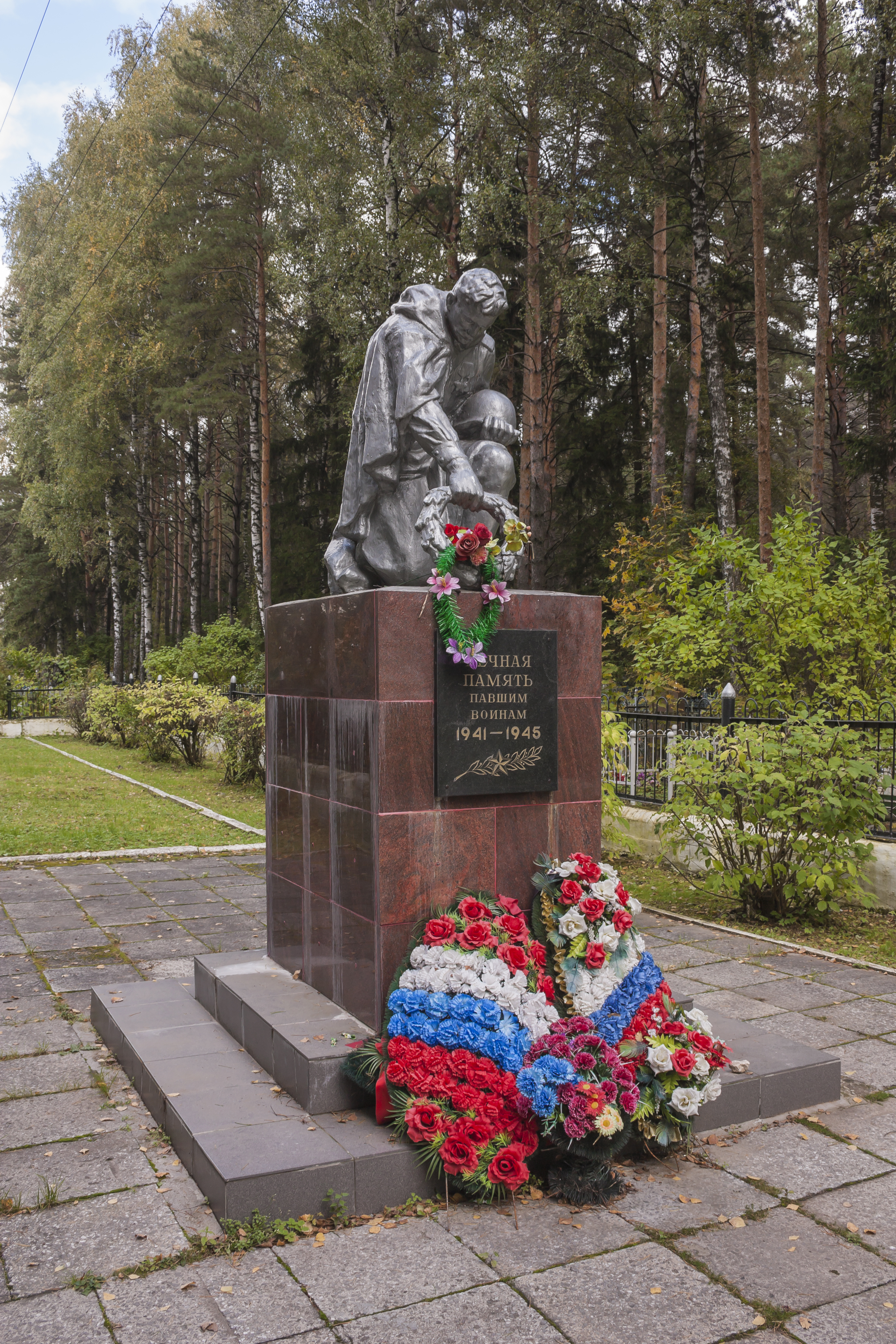
Братская могила советских воинов: улица Объединения (на кладбище)

У завершения улицы расположена конечная остановка со стоянкой многих автобусных маршрутов и маршрутных такси. Восточнее начинается протяжённый лесной массив Озёрного лесопарка, на окраине которого расположено большое Братское кладбище.
Нумерация домов — от Заречной улицы.

## Здания и сооружения
Нечётная сторона
- № 3, № 5 — жилые дома с общим двором (16 этаж., 4 под.; панельн.)
- № 7/27 — Балашихинское отделение Сбербанка России
- № 9/28 — жилой комплекс повышенной этажности (первое высотное здание в Балашихе середины 1990-х)
- № 11 — диспетчерский пункт автоколонны № 1377; кафе-столовая

Чётная сторона
- № 4 — жилой дом (9 этаж.; панельный)
- № 6 — жилой дом (9 этаж., 6 под., 198 квартир; кирпичный)

## Транспорт
Конечная остановка многих маршрутов обеспечивает связь района улицы практически со всеми микрорайонами Балашихи, ж/д станцией «Балашиха» и платформой «Салтыковская», городами Реутов, Железнодорожный, а также станциями Московского метрополитена «Щёлковская», «Партизанская» и «Новогиреево».